# Batman: Az elfajzott
A Batman: Az elfajzott (eredeti cím: Batman: Bad Blood) 2016-ban megjelent amerikai 2D-s számítógépes animációs film, amely a DC animációs filmuniverzum 5. filmje. A forgatókönyvet J. M. DeMatteis írta, Jay Oliva rendezte, a zenéjét Frederik Wiedmann szerezte. A Warner Bros. Animation készítette, a Warner Home Video forgalmazta. Amerikában 2016. február 2-án, Magyarországon 2016. február 3-án adták ki DVD-n.

## Szereplők
| Szereplő                | Eredeti hang       | Magyar hang        |
| ----------------------- | ------------------ | ------------------ |
| Bruce Wayne / Batman    | Jason O'Mara       | Varga Gábor        |
| Kathy Kane / Batwoman   | Yvonne Strahovski  | Bogdányi Titanilla |
| Damian Wayne / Robin    | Stuart Allan       | Berecz Kristóf Uwe |
| Dick Grayson / Éjszárny | Sean Maher         | Markovics Tamás    |
| Talia al Ghul           | Morena Baccarin    | Bánfalvi Eszter    |
| Fekete Maszk            | Steven Blum        | Jakab Csaba        |
| Firefly                 | Steven Blum        | Horváth Illés      |
| Luke Fox / Batwing      | Gaius Charles      | Varga Rókus        |
| Tusk                    | John DiMaggio      | Törköly Levente    |
| Jervis Tetch            | Robin Atkin Downes | Fekete Zoltán      |
| Alfred Pennyworth       | James Garrett      | Csuha Lajos        |
| Lucius Fox              | Ernie Hudson       | Imre István        |
| Renee Montoya           | Vanessa Marshall   | Nemes Takách Kata  |
| Hellhound               | Matthew Mercer     | Kisfalusi Lehel    |
| Jacob Kane ezredes      | Geoff Pierson      | Barbinek Péter     |
| Kutler                  | Jason Spisak       | Tarján Péter       |
| James Gordon felügyelő  | Bruce Thomas       | Horváth Illés      |
| Ms. Bannister           | Kari Wahlgren      | Menszátor Magdolna |
| Eretnek                 | Travis Willingham  | Rosta Sándor       |

## Magyar változat[2]
- Magyar szöveg: Boros Karina
- Hangmérnök: Jacsó Bence
- Vágó: Simkóné Varga Erzsébet
- Gyártásvezető: Gelencsér Adrienne
- Szinkronrendező: Mester Ágnes
- Cím, stáblista felolvasása: Bozai József
- További magyar hangok: Bárány Virág, Fehér Péter, Fehérváry Márton, Fülöp-Nagy Lajos, Grúber Zita, Gyurin Zsolt, Hegedüs Miklós, Kisfalusi Lehel, Mesterházy Gyula, Pupos Tímea, Tóth Szilvia, Vadász Bea

A szinkront a Mafilm Audio Kft. készítette, 2016-ban. Forgalmazza a ProVideo.